# 白井恵理子
白井 恵理子（しらい えりこ、1961年2月16日 - ）は、日本の漫画家。東京都江戸川区生まれ。O型、水がめ座。趣味は切手集め。

## 略歴
元職はグラフィックデザイナーだったが、NHK『人形劇 三国志』にハマったことがきっかけで三国志の4コマ漫画で同人活動を行うようになり、それが『小説JUNE』（マガジン・マガジン）に掲載されるようになる。 1987年『ASUKA』（角川書店）に掲載された、『その日仙境に龍はおちて』で公式デビュー。代表作は、『黒の李氷・夜話』シリーズ、『STOP劉備くん! 白井版三国志遊戯…との それはなりません』、『GOGO玄徳くん!!―白井式プチ三国志』など。

## 原稿流出事件
2004年ごろ、ネット上のオークションで『黒の李氷・夜話』を始めとする角川時代の作品の生原稿が売買され、ネット上で問題となる出来事があった。作者が漫画家廃業を掲げた時期と重なることもあり、ネット上では「作者が自らの手で原稿を古物商に売買した」などの未確認情報が流れたが、これについては作者自身が著書のなかで「近親者が部屋を整理した際にゴミと誤って原稿を処分してしまった」というようなことを書いており、ゴミとして捨てられていた生原稿を何者かが拾い、古物商に持ち込んだことで起った事件と思われる。
なお、この問題について版元である角川書店は当時「作品は全て廃版となっており、出版社としてなんらかの処置を行うことは考えていない」と原稿の回収などは行わなかった。原稿は一部がファンによって回収されたが、多くはいまだに行方不明となっており、流出が起った場合の回収の難しさを代表する事件として名が知られるようになる。

## 作品リスト
- その日仙境に龍はおちて（角川書店） ISBN 404924117X
- 魔境の扉 飛蝶の剣（角川書店） ISBN 4049241757

- STOP劉備くん!シリーズ
  - 白井版三国志遊戯 STOP劉備くん!（角川書店／メディアファクトリー）ISBN 4840113378
  - 続・白井版三国志遊戯 STOP劉備くん!（角川書店／メディアファクトリー）ISBN 4840113475
  - 続続・白井版三国志遊戯 STOP劉備くん!（角川書店／メディアファクトリー）ISBN 484011353X
  - GOGO玄徳くん!!（潮出版社／メディアファクトリー）ISBN 4840113637
  - 続・GOGO玄徳くん!!（潮出版社／メディアファクトリー）ISBN 4840113785
  - 続続・GOGO玄徳くん!!（潮出版社／メディアファクトリー）ISBN 4840113920
  - 劉備くん!リターンズ! （メディアファクトリー） ISBN 4840116598
  - 劉備くん’08春 桃園畑でつかまえて（メディアファクトリー）ISBN 484011997X
  - 劉備くんそれゆけ赤壁オリンピック（メディアファクトリー）ISBN 4840122938
  - 劉備くん 青天の赤壁（メディアファクトリー）ISBN 978-4840125581
  - 劉備くん 花より三顧（メディアファクトリー）ISBN 978-4840129817
  - 劉備くん 阿斗のまつり（メディアファクトリー）ISBN 978-4840137836
- 賢治と水晶機関車（角川書店） ISBN 4049242672
- 蓮如物語（角川書店 原作：五木寛之） ISBN 4049242672
- 黒の李氷・夜話シリーズ
  - 角川書店版 全7巻
    - 夏朝幻想 ISBN 4049242354
    - 鬼神来迎 ISBN 4049242672
    - 徐夫人の匕首 ISBN 4049242672
    - 妖貴妃 ISBN 4049242672
    - 鬼童子 ISBN 4049242672
    - 炮神演義 ISBN 4049242672
    - 黒の紫禁城 ISBN 4049242672
注:「妖貴妃」「炮神演義」は誤記にあらず。

  - ホーム社漫画文庫版 全3巻（角川書店版を再構成したもの）
    - 黒の李氷・夜話（1） ISBN 4834273636
    - 黒の李氷・夜話（2） ISBN 4834273644
    - 黒の李氷・夜話（3） ISBN 4834273652
- その日仙境に龍はおちて ISBN 4834273687
（ホーム社漫画文庫版 角川書店版の「その日仙境に龍はおちて」「魔境の扉 飛蝶の剣」の合本）

## 関連作品
- 李氷・夏朝幻想（イメージアルバム）(TECD-28123)
  1. 黒の李氷夜話　歌:まるたまり、作詞:白井真実、作曲:堺泰馬
  2. 夏朝幻想 ショートストーリー
  3. 夏朝幻想のテーマ
  4. 夢の都
  5. 通魔鬼 ショートストーリー
  6. 通魔鬼のテーマ
  7. 魔界
  8. 冬虫夏草 ショート・ストーリー
  9. 冬虫夏草のテーマ
  10. 永遠の命
  11. 月蝕夜曲　歌:塩沢兼人、作詞:白井恵理子、作曲:堺泰馬